# Тісна
Тісна (пол. Cisna) — село в Польщі, у гміні Тісна Ліського повіту Підкарпатського воєводства. Адміністративний центр гміни Тісна. Знаходиться на прадавній етнічній український території. Розташоване в долині річки Солінка серед гірських пасом Західних Бещад, на кордоні зі Словаччиною та Україною. Населення — 457 осіб (2011).

## Історія
Село вперше зустрічається в документі 1552 року, як власність роду Балів і поселення на основі Волоського права. Ймовірно, поселення існувало ще раніше на Руському праві. Дідичем села був, зокрема, прадід Митрополита Андрея Шептицького, шляхтич Яцек Фредро, який отримав графський титул Австрії.
Тісна згадується в австрійських кадастрових відомостях 1787 року.
22 січня 1898 року офіційно введена вузькоколійна залізниця до Нового Лупкова, яку 1904 року було продовжено до Кальниці.
Під час першої світової війни цей регіон опинився в центрі бойових дій. З осені 1914 по весну 1915 року, через інтенсивні бойові дії в Карпатах, Тісна тричі опинялася на лінії фронту.

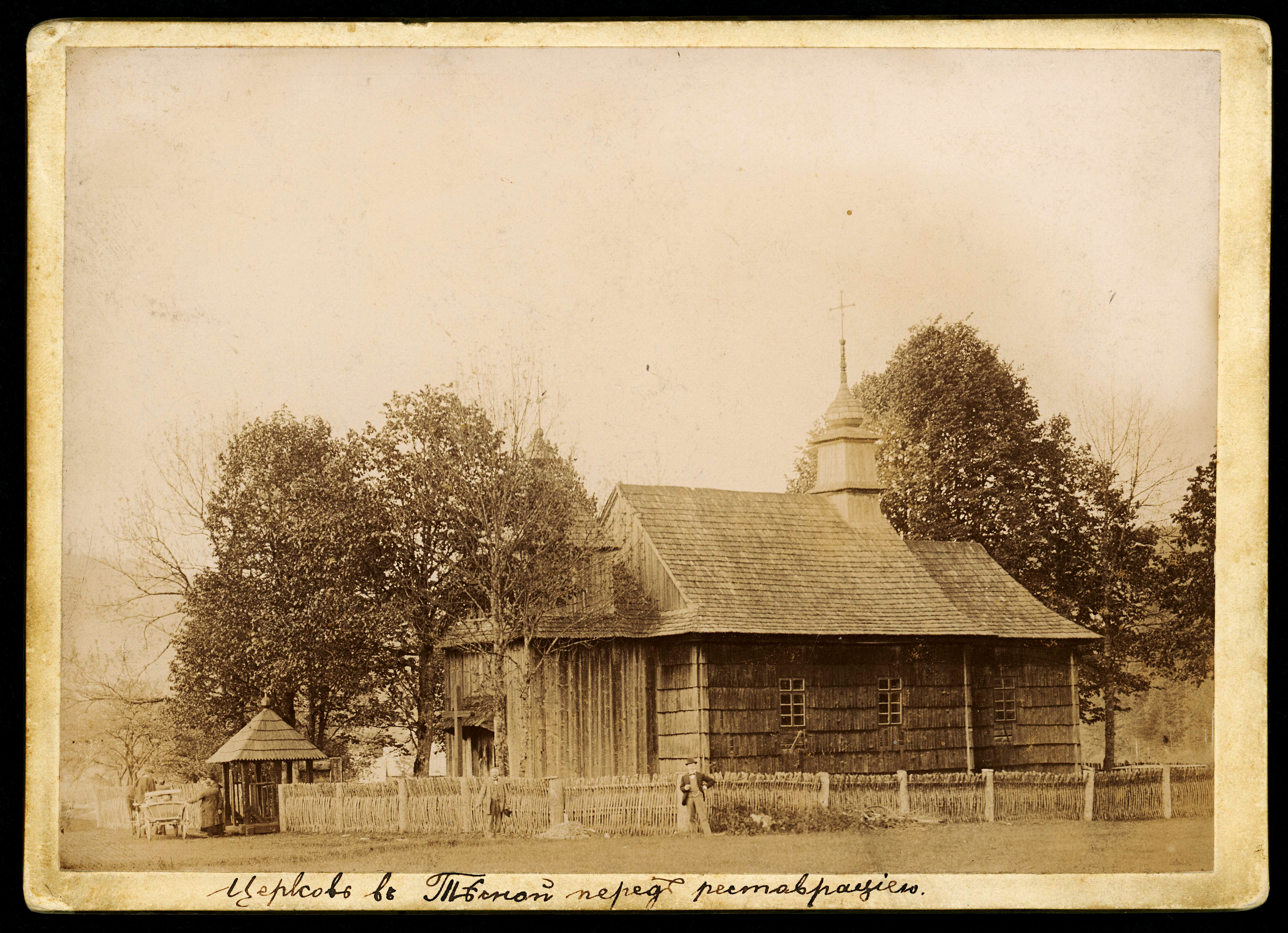
Церква святого Архангела Михаїла перед реконструкцією (фото до 1914 р.).

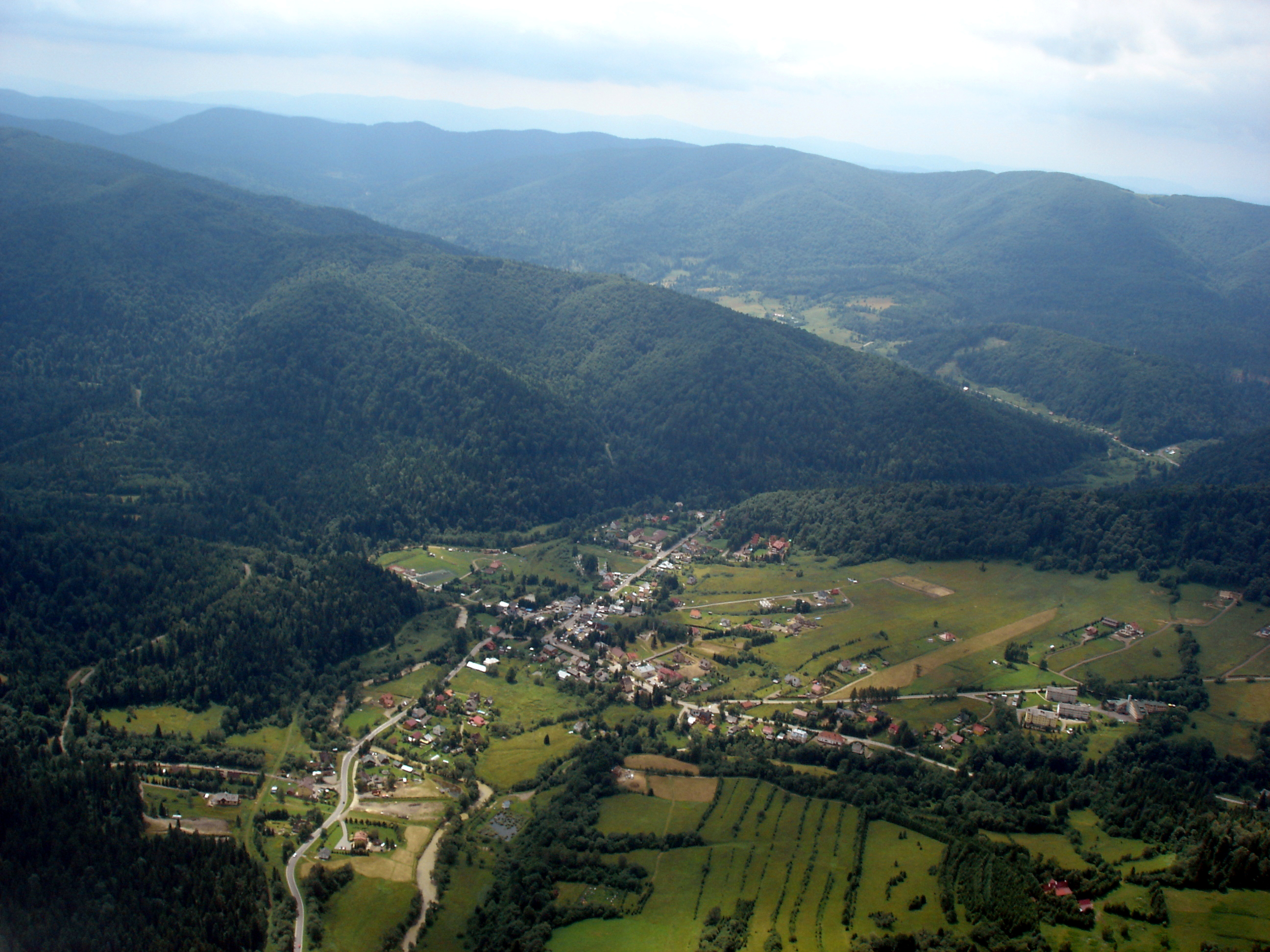
Панорама Тісни у 2012 році

Руйнація церкви святого Архангела Михаїла у Тісній

З листопада 1918 по січень 1919  року село входило до складу Команчанської Республіки.
У 1924 році з Балигородського деканату був виділений Тіснянський деканат.
У міжвоєнний період Тісна була одним з головних сіл у Бескидах і стала відомим місцем для проведення ярмарків, на які з'їжджалося близько 60 тисяч гостей.
Під час другої світової війни село було майже повністю знищене. Згодом, у період між 1945 і 1947 роками, в цьому районі тривала боротьба між підрозділами УПА та радянським військами. Більшість українських родин насильно переселили в УРСР в 1946 році. Ті родини, яким вдалося уникнути переселення, 29 квітня 1947 під час Операції Вісла були вивезені в околиці м. Гданська в Польщі.
У 1975-1998 роках село належало до Кросненського воєводства.

### Церква
Вперше згадується у 1739 році, коли Міхал Урбанський започаткував тут нову парафію. У 1790 році до парафії, крім самої Тісної, належало с. Габківці. Наступна церква Святого Архангела Михаїла була зведена на кошти Юліана Фредра у 1825 році. Оновлена у 1902 році, мала іконостас та художню декорацію крокв. Після 1947 року спустошена. У 1956 році будівлю церкви спробували переробити на костел, але спроба не вдалася і того ж року церкву розібрали на будівельні матеріали. 1962 року на місці церкви встановлено пам'ятний хрест. В історичному музеї міста Сяніка зберігається ікона XVIII століття з церкви села Тісна. Поблизу церкви 1825 року була збудована дерев'яна дзвіниця. Розібрана у 1970-х роках. Останній парох церкви та декан Тіснянський о. Євстафій Хархаліс (нар. 1898) був з вірними аж до травня 1947 року, коли під час операції «Вісла» був заарештований та ув'язнений у концентраційному таборі в Явожні. У грудні 1948 року звільнений, оселився разом з дружиною та дітьми у Лідзбарку-Вармінському. З 1957 року правив у греко-католицькій парафії в Мальборку, де помер у 1994 році й похований на місцевому цвинтарі. Також у 1930-х роках в церкві сотрудником служив о. Зенон Злочовський. На місцевому цвинтарі села багато старих надгробків було знищено після 1947 року. На цвинтарі збережене найстаріше поховання в Бескидах — Антонія Квеченського і його двох онучок, датоване 1842 роком. Збереглися також старі липи.

## Сьогодення
Тісна є відомим місцевим курортом з центром інформації для туристів, невеликими готелями, приватними маєтками та сувенірними кіосками. Працює ресторація «Лемківщина».

## Демографія
На 1785 рік поселення мало 9.56 км² земельних угідь і населення — 84 греко-католики і 10 римо-католиків.
1840 — 123 греко-католиків.
1859 — 168 греко-католиків.
1879 — 182 греко-католиків.
1899 — 188 греко-католиків.
1921 — 416 осіб (у 46 житлових будинках): 166 римо-католиків, 132 греко-католиків, 118 євреїв.
1926 — 140 греко-католиків.
1936 — 250 греко-католиків, 198 римо-католиків та 214 юдеїв.
На 1 січня 1939 року у селі мешкало 660 осіб, з них 250 українців, 290 поляків (приїжджі працівники тартака) та 120 євреїв.
Демографічна структура станом на 31 березня 2011 року:
|          | Загалом | Допрацездатний вік | Працездатний вік | Постпрацездатний вік |
| -------- | ------- | ------------------ | ---------------- | -------------------- |
| Чоловіки | 226     | 39                 | 168              | 19                   |
| Жінки    | 231     | 39                 | 146              | 46                   |
| Разом    | 457     | 78                 | 314              | 65                   |